# Abgeordnetenhauswahl in Tschechien 1998
- KSČM: 24
- ČSSD: 74
- US: 19
- KDU: 20
- ODS: 63

Die Abgeordnetenhaus in Tschechien 1998 zum Abgeordnetenhaus fand am 19. und 20. Juni 1998 statt. Es handelte sich um eine vorgezogene Neuwahl.

## Hintergrund
Im Dezember 1997 zerbrach die Regierungskoalition aufgrund langer, interner Meinungsverschiedenheiten durch einige Skandale bei der Parteienfinanzierung und schlechter werdender Wirtschaftsdaten.
Im Januar 1998 wurde eine Übergangsregierung unter Josef Tošovský gebildet. Ihre Aufgabe bestand darin, das Land bis zur nächsten Wahl zu führen.

## Wahlsystem
Das Abgeordnetenhaus wurde nach dem Verhältniswahlverfahren gewählt. Es gab eine Sperrklausel von 5 %. Die Legislaturperiode betrug 4 Jahre.

## Wahlergebnis

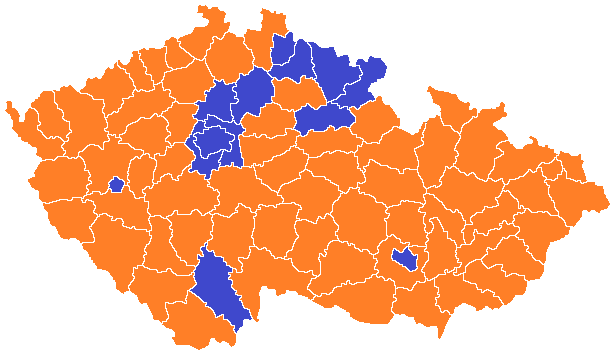
Stärkste Partei nach Bezirken (orange: ČSSD, blau: ODS)

Als stärkste Kraft ging die Tschechische Sozialdemokratische Partei (ČSSD) hervor und konnte um 5,87 auf insgesamt 32,31 Prozentpunkte zulegen und erhielt damit die meisten Sitze. Die konservative Demokratische Bürgerpartei (ODS), zuvor stärkste Kraft, verlor leicht und wurde nur noch zweitstärkste Partei. Dies wurde jedoch nicht als Niederlage gewertet, da die Partei sich infolge der vorangegangenen Regierungskrise und dem Verbleib von Václav Klaus auf der Position des Parteivorsitzenden gespalten hatte und Umfragen sie zwischenzeitlich deutlich schlechter bewertet hatten: Die von den innerparteilichen Gegnern Klaus neugegründete Freiheitsunion (US) zog mit 8,60 % ins Abgeordnetenhaus ein. Leicht zulegen konnten die Kommunistische Partei Böhmens und Mährens (KSČM) und die Christdemokratische Union (KDU-ČSL).
Im Anschluss wurde die Regierung Miloš Zeman gebildet.
| Partei                                  | Partei                                                                             | Stimmen   | Stimmen | Stimmen | Sitze  | Sitze |
| Partei                                  | Partei                                                                             | Anzahl    | %       | +/−     | Anzahl | +/−   |
| --------------------------------------- | ---------------------------------------------------------------------------------- | --------- | ------- | ------- | ------ | ----- |
|                                         | Tschechische Sozialdemokratische Partei (ČSSD)                                     | 1.928.660 | 32,31   | +5,87   | 74     | +13   |
|                                         | Demokratische Bürgerpartei (ODS)                                                   | 1.656.011 | 27,74   | −1,88   | 63     | −5    |
|                                         | Kommunistische Partei Böhmens und Mährens (KSČM)                                   | 658.550   | 11,03   | +0,7    | 24     | +2    |
|                                         | Christliche und Demokratische Union – Tschechoslowakische Volkspartei (KDU-ČSL)    | 537.013   | 8,99    | +0.91   | 20     | +2    |
|                                         | Freiheitsunion (US)                                                                | 513.596   | 8,60    | Neu     | 19     | Neu   |
|                                         | Koalition für die Republik – Republikanische Partei der Tschechoslowakei (SPR-RSČ) | 232.965   | 3,90    | −4,11   | —      | –18   |
|                                         | Rentner für Lebenssicherheiten (DŽJ)                                               | 182.900   | 3,06    | −0,03   | —      | —     |
|                                         | Demokratische Union (DEU)                                                          | 86.431    | 1,44    | −1,36   | —      | —     |
|                                         | Partei der Grünen (SZ)                                                             | 67.143    | 1,12    | Neu     | —      | Neu   |
|                                         | Unabhängig (NEZ)                                                                   | 51.981    | 0,87    | +0,37   | —      | —     |
|                                         | Mährische demokratische Partei (MoDS)                                              | 22.282    | 0,37    | Neu     | —      | Neu   |
|                                         | Tschechische Nationalsoziale Partei (ČSNS)                                         | 17.185    | 0,29    | Neu     | —      | Neu   |
|                                         | Bürgerkoalition – Politischer Klub (OK)                                            | 14.788    | 0,25    | Neu     | —      | Neu   |
| Gesamt                                  | Gesamt                                                                             | 5.969.505 | 100,00  |         | 200    |       |
| Gültige Stimmen                         | Gültige Stimmen                                                                    | 5.969.505 | 99,58   | +0,19   |        |       |
| Ungültige Stimmen                       | Ungültige Stimmen                                                                  | 25.339    | 0,42    | −0,19   |        |       |
| Wahlbeteiligung                         | Wahlbeteiligung                                                                    | 5.994.844 | 74,03   | −2,38   |        |       |
| Nichtwähler                             | Nichtwähler                                                                        | 2.121.992 | 25,97   | +2,38   |        |       |
| Wahlberechtigte                         | Wahlberechtigte                                                                    | 8.116.836 |         |         |        |       |
| Quelle: Tschechisches Statistisches Amt |                                                                                    |           |         |         |        |       |